# 앙주 제국
앙주 제국(영어: Angevin Empire) 또는 플랜태저넷 제국(프랑스어: L'Empire Plantagenêt)은 12세기-13세기에 걸쳐 앙주 가의 수장이 겸임한 작위들에 의해 형성된 동군연합을 가리키는 현대의 표현이다.
앙주 제국을 성립시킨 헨리 2세(Henry II, 1133~1189, 재위 1154~1189)는 잉글랜드 국왕, 앙주 백작, 노르망디 공작 작위를 겸했다. 1152년 아키텐의 엘레오노르(Eleanor of Aquitaine, 1122~1204)와 결혼하면서 아키텐 공국(Duchy of Aquitaine)의 지배권을 손에 넣었고 1174년에는 팔레즈 조약으로 스코틀랜드를 속국화했으며 1177년 아일랜드 더블린(Dublin)에 상륙해 아일랜드 영지를 지정하고 자신을 그 영주로 칭했다.
헨리 2세의 아들 존(John, King of England)이 1214년 부빈 전투(Battle of Bouvines)에서 프랑스 카페 가(House of Capet)의 필리프 2세(Philippe II, 1165~1223, 재위1180~1223)에게 패배하여 프랑스 지역의 영지를 모두 잃어버림으로써 앙주 제국은 사실상 해체되었다. 그 다음 왕인 헨리 3세(Henry III, 1207~1272, 재위1216~1272)가 데 유레(de jure)의 지배권을 주장했으나 의미는 없었다. 잉글랜드 왕가는 앙주 제국의 해체를 기점으로 앙주 가(House of Anjou)와 플랜태저넷 가(House of Plantagenet)로 구분된다. 이후 스코틀랜드 독립 전쟁으로 스코틀랜드가 속국 지위에서 벗어나고 아일랜드 영지도 더블린 일대를 제외하면 게일인들에게 도로 빼앗기게 되면서(게일의 재기) 플랜태저넷 가의 영지는 잉글랜드 전역과 웨일스(Wales) 일부로 쪼그라들었다. 앙주 제국의 영지 계승 문제는 몇 세대 뒤 백년전쟁의 원인이 되었다.

## 같이 보기
- 앙주가
- 플랜태저넷가